# Aitziber Los Arcos
Aitziber Los Arcos Saralegui (Pamplona, 22 de abril de 1977) es una deportista española que compitió en taekwondo.
Ganó dos medallas en el Campeonato Mundial de Taekwondo, en los años 2003 y 2005, y cuatro medallas en el Campeonato Europeo de Taekwondo entre los años 2002 y 2006.

## Palmarés internacional
| Campeonato Mundial | Campeonato Mundial                | Campeonato Mundial | Campeonato Mundial |
| Año                | Lugar                             | Medalla            | Categoría          |
| ------------------ | --------------------------------- | ------------------ | ------------------ |
| 2003               | Garmisch-Partenkirchen (Alemania) | Medalla de bronce  | –72 kg             |
| 2005               | Madrid (España)                   | Medalla de bronce  | –72 kg             |
| Campeonato Europeo |                                   |                    |                    |
| Año                | Lugar                             | Medalla            | Categoría          |
| 2002               | Samsun (Turquía)                  | Medalla de plata   | +72 kg             |
| 2004               | Lillehammer (Noruega)             | Medalla de plata   | –72 kg             |
| 2005               | Riga (Letonia)                    | Medalla de plata   | –72 kg             |
| 2006               | Bonn (Alemania)                   | Medalla de bronce  | –72 kg             |